# شبه جزيرة كي

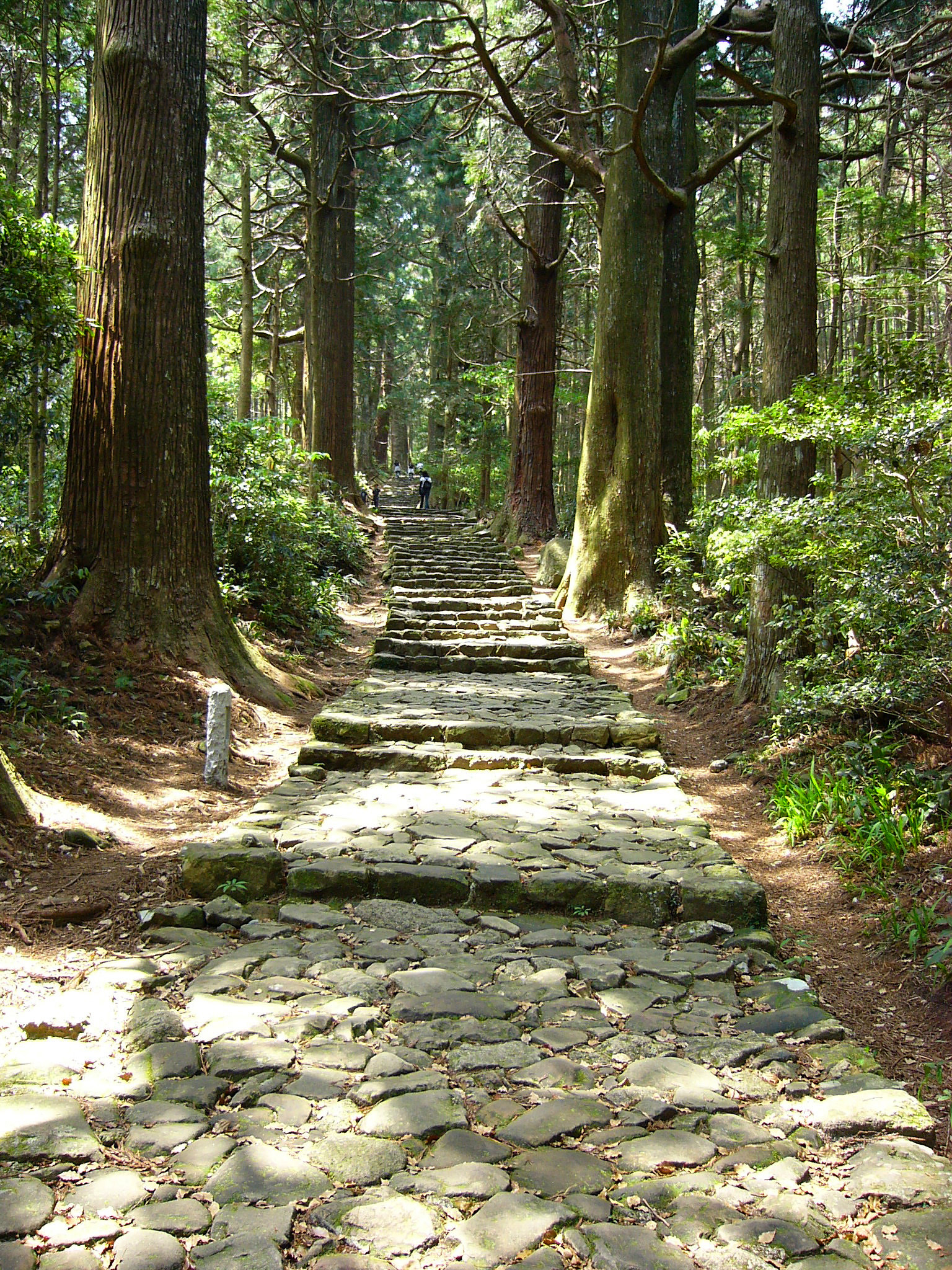

شبه جزيرة كي (باليابانية: 紀伊半島 كي هانتو) هي واحدة من أكبر أشباه الجزر في جزيرة هونشو في اليابان.

## الموقع
تشكل محافظة واكاياما الجزء الأكبر من شبه جزيرة كي، بما في ذلك كامل الجزء الجنوبي منها. يوجد إلى الشمال الغربي من محافظة واكاياما محافظة أوساكا التي يقع جزئها الجنوبي أيضا في شبه الجزيرة. إلى الشرق من محافظة أوساكا توجد محافظة نارا وإلى الأبعد من جهة الشرق تقع محافظة ميه.
يقع بحر سيتو الداخلي إلى الغرب من شبه جزيرة كي. ومن الجنوب يحدها المحيط الهادي.

## أبرز المعالم
الأماكن البارزة في شبه جزيرة كي هي:
- نارا، عاصمة سابقة لليابان.
- جبل كويا (أو كوياسان) ، وهو المقر الرئيسي للطائفة البوذية شينغون.
- واكاياما ، وهي المقر السابق لعشيرة توكوغاوا كي.
- ماتسوساكا وهي الآن مركز رئيسي لإنتاج لحوم الأبقار وكانت سابقا مركز لتجار إيسه.
- إيسه، ومكان ضريح إيسه ومركز إنتاج اللؤلؤ.
- مقاطعة يوشينو وهي منطقة برية تشمل غابات كثيفة في أعماق الجبال، وكانت معقل الحكم الإمبراطوري الياباني خلال فترة نانبوكو-تشو التاريخية.
- مقاطعة كومانو، مقر ضريح كومانو وشلال ناتشي. ويطلق عليها اسم آخر هو مقاطعة مورو.
- نقطة شيونو وهي أقصى نقطة في جنوب جزيرة هونشو.
- تايجي، واكاياما، مكان ولادة الصيد التقليدي الياباني للحيتان.

في عام 2004 أقرت اليونسكو ثلاثة مواقع في شبه جزيرة كي كمواقع للتراث العالمي، وهي :
- يوشينو وجبل أومينه، والمناطق الجبلية في شمال شبه الجزيرة.
- أضرحة كومانو، وهي ثلاثة أضرحة في الطرف الجنوبي من شبه الجزيرة.
- جبل كويا ، وهو يقع في الجزء الغربي من شبه الجزيرة.

## النقل

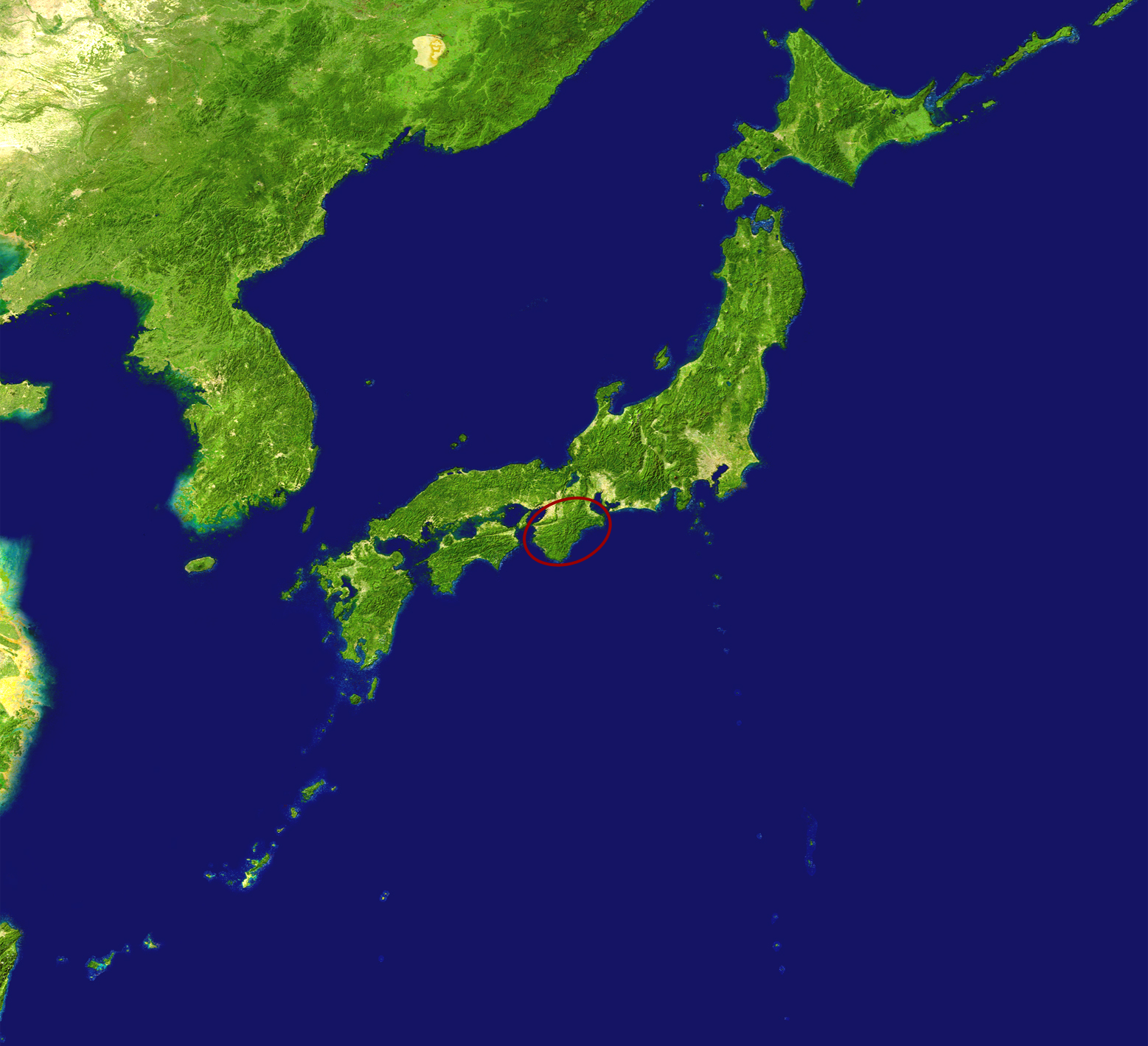
موقع شبه الجزيرة كي في اليابان.

- يخدم مطار نانكي-شيراهاما في شيراهاما الجزء الجنوبي من شبه جزيرة كي.
- يربط خط كيسي الرئيسي للسكك الحديدية محافظة واكاياما مع محافظة مية، ويمتد على طول ساحل شبه الجزيرة.

## الروابط الخارجية
- المواقع المقدسة والطرق في مجموعة كي الجبلية (اليونسكو)